# Ministerio del Portavoz del Gobierno
El Ministerio del Portavoz del Gobierno de España fue un departamento ministerial que existió entre 1988 y 1993, durante el segundo y tercer gobierno de Felipe González (iii y iv legislatura).
El Departamento heredó las funciones y órganos de la Oficina del Portavoz del Gobierno, siendo responsable de la elaboración de los comunicados gubernamentales, la difusión de las actividades del Consejo de Ministros y el presidente del Gobierno, la coordinación de los servicios informativos de la Administración del Estado en España y en el exterior, así como las relaciones habituales con los medios informativos nacionales y extranjeros.

## Historia
El Ministerio del Portavoz del Gobierno surgió en la única remodelación del segundo gobierno de González. El 12 de julio de 1988 el cargo de Portavoz del Gobierno pasó de ser Secretaría de Estado a ser un Ministerio.
Este Departamento desapareció al comienzo de la cuarta legislatura de Felipe González, pasando sus funciones al Ministerio de la Presidencia. El 6 de mayo de 1996 se publicó en el Boletín Oficial del Estado la estructura de su cuarto Gobierno.

## Estructura
El Ministerio se estructuró como sigue:
- El ministro portavoz del Gobierno.
  - La Subsecretaría del Portavoz del Gobierno.
    - La Dirección General de Relaciones Informativas.
    - La Dirección General de Cooperación Informativa.
    - La Dirección General Técnica y de Servicios.

Las Consejerías y Agregadurías de Información de las representaciones diplomáticas de España dependían de la Subsecretaría, así como las Oficinas de Prensa y Asesorías Informativas de los departamentos ministeriales y, en su caso, de los organismos autónomos y entidades públicas del Estado. También, las Oficinas de Prensa de las Delegaciones del Gobierno y los órganos informativos de los Gobiernos Civiles.

## Titulares
- (1988-1993): Rosa Conde Gutiérrez del Álamo